# 明吉摩
明吉摩是马来西亚柔佛州居銮县内的一个城镇，毗鄰明吉摩河。

## 設施
- 明吉摩國中[2]
- 7-11便利店

## 交通
- 乘坐BMJ SR004[3]